# Lijst van voetbalinterlands Namibië - Seychellen
Deze lijst van voetbalinterlands is een overzicht van alle officiële voetbalwedstrijden tussen de nationale teams van Namibië en de Seychellen. De landen hebben tot op heden zeven keer tegen elkaar gespeeld. De eerste ontmoeting, een kwalificatiewedstrijd voor het Wereldkampioenschap voetbal 2002, was op 8 april 2000 in Roche Caiman. Het laatste duel, een groepswedstrijd tijdens de COSAFA Cup 2024, werd gespeeld in Port Elizabeth (Zuid-Afrika) op 3 juli 2024.

## Wedstrijden
| № | Plaats         | Datum         | Competitie           | Wedstrijd            | Uitslag |
| - | -------------- | ------------- | -------------------- | -------------------- | ------- |
| 1 | Roche Caiman   | 8 april 2000  | WK 2002 kwalificatie | Seychellen − Namibië | 1 − 1   |
| 2 | Windhoek       | 22 april 2000 | WK 2002 kwalificatie | Namibië − Seychellen | 3 − 0   |
| 3 | Windhoek       | 22 juli 2006  | COSAFA Cup 2006      | Namibië − Seychellen | 1 − 1   |
| 4 | Lusaka         | 8 juli 2013   | COSAFA Cup 2013      | Namibië − Seychellen | 4 − 2   |
| 5 | Saulspoort     | 17 mei 2015   | COSAFA Cup 2015      | Namibië − Seychellen | 0 − 0   |
| 6 | Durban         | 30 mei 2019   | COSAFA Cup 2019      | Seychellen − Namibië | 0 − 3   |
| 7 | Port Elizabeth | 3 juli 2024   | COSAFA Cup 2024      | Namibië − Seychellen | 3 − 1   |

## Samenvatting
| Competitie      | Totaal gespeeld | Winst Namibië | Gelijk | Winst Seychellen | Doelsaldo Namibië – Seychellen |
| --------------- | --------------- | ------------- | ------ | ---------------- | ------------------------------ |
| WK-kwalificatie | 2               | 1             | 1      | 0                | 4 − 1                          |
| COSAFA Cup      | 5               | 3             | 2      | 0                | 11 − 4                         |
| Totaal          | 7               | 4             | 3      | 0                | 15 − 5                         |

NFA · 
Namibisch vrouwenelftal
1990 – 1999 ·
2000 – 2009 ·
2010 – 2019 ·
2020 − 2029
1990 · 
1991 · 
1992 · 
1993 · 
1994 · 
1995 · 
1996 · 
1997 · 
1998 · 
1999 · 
2000 · 
2001 · 
2002 · 
2003 · 
2004 · 
2005 · 
2006 · 
2007 · 
2008 · 
2009 · 
2010 · 
2011 · 
2012 · 
2013 · 
2014 ·
2015 ·
2016 ·
2017 ·
2018 ·
2019 ·
2020 ·
2021 ·
2022 ·
2023
Algerije ·
Angola ·
Benin ·
Botswana ·
Burkina Faso ·
Burundi ·
Comoren ·
Congo-Brazzaville ·
Congo-Kinshasa ·
Djibouti ·
Egypte ·
Equatoriaal-Guinea ·
Eritrea ·
Ethiopië ·
Gabon ·
Gambia ·
Ghana ·
Guinee ·
Guinee-Bissau ·
India ·
Ivoorkust ·
Kameroen ·
Kenia ·
Lesotho ·
Libanon ·
Liberia ·
Libië ·
Madagaskar ·
Malawi ·
Mali ·
Marokko ·
Mauritius ·
Mozambique ·
Niger ·
Nigeria ·
Oeganda ·
Rwanda ·
Saoedi-Arabië ·
Sao Tomé en Principe ·
Senegal ·
Seychellen ·
Swaziland ·
Tanzania ·
Togo ·
Tsjaad ·
Tunesië ·
Zambia ·
Zimbabwe ·
Zuid-Afrika
SFF · A-internationals · Seychels vrouwenelftal
1980 - 1989 · 
1990 - 1999 · 
2000 – 2009 · 
2010 – 2019 ·
2020 − 2029
Algerije ·
Angola ·
Bangladesh ·
Botswana ·
Burkina Faso ·
Burundi ·
Comoren ·
Congo-Kinshasa ·
Eritrea ·
Ethiopië ·
Gabon ·
Gambia ·
Ivoorkust ·
Kenia ·
Lesotho ·
Libië ·
Madagaskar ·
Malawi ·
Malediven ·
Mali ·
Mauritius ·
Mozambique ·
Namibië ·
Nigeria ·
Oeganda ·
Palestina ·
Rwanda ·
San Marino ·
Sierra Leone ·
Soedan ·
Sri Lanka ·
Swaziland ·
Tanzania ·
Tunesië ·
Zambia ·
Zimbabwe ·
Zuid-Afrika ·
Zuid-Soedan